# Perle Morroni
Perle Morroni (Montpellier, Francia, 15 de octubre de 1997) es una futbolista francesa. Juega de lateral izquierda y su equipo actual es el San Diego Wave de la National Women's Soccer League de Estados Unidos. Es internacional absoluta por la selección de Francia desde 2020.

## Selección nacional
Morroni fue internacional a nivel juvenil por Francia. 
Debutó por la selección de Francia el 7 de marzo de 2020 en la victoria por 1-0 sobre Brasil.

## Estadísticas
Actualizado al último partido disputado el 2 de agosto de 2020.
| París Saint-Germain Francia |               |               |    |    |    |    |    |   |   |    |    |   |
| 1.ª | 2014-15       | 3             | 0  | 0  | 0  | 0  | 0  | - | - | 3  | 0  |   |
| 1.ª | 2015-16       | 7             | 2  | 1  | 0  | 4  | 0  | - | - | 12 | 2  |   |
| 1.ª | 2016-17       | 13            | 1  | 4  | 1  | 3  | 0  | - | - | 20 | 2  |   |
| 1.ª | 2017-18       | 1             | 0  | 0  | 0  | -  | -  | - | - | 1  | 0  |   |
| 1.ª | 2018-19       | 18            | 0  | 2  | 0  | 3  | 0  | - | - | 23 | 0  |   |
| 1.ª | 2019-20       | 12            | 0  | 3  | 0  | 2  | 0  | 1 | 0 | 18 | 0  |   |
| Total club | Total club    | 54            | 3  | 10 | 1  | 12 | 0  | 1 | 0 | 77 | 4  |   |
| Barcelona · España |               |               |    |    |    |    |    |   |   |    |    |   |
| 1.ª | 2017-18       | 4             | 0  | 0  | 0  | 1  | 0  | - | - | 5  | 0  |   |
| Total club | Total club    | 4             | 0  | 0  | 0  | 1  | 0  | 0 | 0 | 5  | 0  |   |
| Total carrera | Total carrera | Total carrera | 58 | 3  | 10 | 1  | 13 | 0 | 1 | 0  | 82 | 4 |
| (1) Incluye datos de la Copa de Francia (2) Incluye datos de la Liga de Campeones Femenina de la UEFA (3) Incluye datos de la Supercopa de Francia |               |               |    |    |    |    |    |   |   |    |    |   |

## Palmarés

### Títulos nacionales
| Título              | Club                | País    | Año     |
| ------------------- | ------------------- | ------- | ------- |
| Copa de Francia     | París Saint-Germain | Francia | 2017-18 |
| Copa de la Reina    | Barcelona           | España  | 2018    |
| Division 1 Féminine | Paris Saint-Germain | Francia | 2020-21 |

### Títulos internacionales
| Título                             | Club           | País       | Año  |
| ---------------------------------- | -------------- | ---------- | ---- |
| Europeo Femenino Sub-19 de la UEFA | Francia sub-19 | Eslovaquia | 2016 |

(*) Incluyendo la selección